# Ударът (филм, 1997)
„Ударът“ (на английски: The Rainmaker) е американска драма от 1997 година на режисьора Франсис Форд Копола.

## Сюжет
Млад адвокат се включва в дело на голяма застрахователна компания, която отказва да плати застраховка на беден млад мъж, като по този начин го осъжда на бавна смърт от левкемия.

## В ролите
| Изпълнител       | Роля                         |
| ---------------- | ---------------------------- |
| Мат Деймън       | Руди Бейлър                  |
| Дани Де Вито     | Дек Шифлет                   |
| Джон Войт        | Лео Дръмънд                  |
| Клеър Дейнс      | Кели Райкер                  |
| Мери Кей Плейс   | Дот Блек                     |
| Мики Рурк        | Джей Лаймън «Побойник» Стоун |
| Дани Глоувър     | Съдия Тайрън Киплер          |
| Дин Стокуел      | Съдия Харви Хейл             |
| Вирджиния Медсен | Джеки Леманчик               |
| Рой Шайдър       | Уилфред Кили                 |
| Тереза Райт      | (Мис Бърди) Бърдсонг         |
| Джони Уитуорт    | Дони Рей Блек                |

## Награди и номинации
- 1998 Номинация за „Златен глобус“ за най-добър поддържащ актьор - Джон Войт.